# Omicidio di Simonetta Lamberti
L'omicidio di Simonetta Lamberti è un fatto di cronaca nera avvenuto a Cava de' Tirreni il 29 maggio 1982.
La vittima, una bambina di 11 anni figlia del magistrato Alfonso Lamberti (1937-2015), rimase uccisa nel corso di un attentato il cui obiettivo era suo padre, all'epoca procuratore di Sala Consilina.
Il crimine viene ricordato come uno di una serie che coinvolse vittime innocenti nelle lotte di criminalità organizzata negli anni ottanta.

## Storia

Simonetta Lamberti

Simonetta — nata a Napoli il 21 novembre 1970 — era figlia del magistrato Alfonso Lamberti, procuratore di Salerno prima e di Sala Consilina poi, impegnato nel contrasto ai sequestri di persona e, successivamente, nella lotta contro la camorra; proprio per le attività investigative sulla criminalità organizzata era sotto protezione della polizia.

### L'omicidio
Il 29 maggio 1982 Lamberti si recò con la figlia da Cava de' Tirreni, dove abitava, alla contigua Vietri sul Mare, per passare alcune ore in spiaggia. 
Sulla via del ritorno, a poche centinaia di metri dall’ingresso di Cava de' Tirreni, la vettura del magistrato fu affiancata da un altro veicolo da cui furono esplosi numerosi colpi di arma da fuoco che colpirono il magistrato in modo non grave, mentre sua figlia, addormentata sul sedile posteriore, fu colpita alla testa, morendo quasi istantaneamente.

## Indagini
Le indagini per l'omicidio di Simonetta Lamberti si sono concentrate quasi immediatamente sull'attività di magistrato del padre, inscrivendo l'omicidio nel quadro delle attività camorristiche.
L'attività investigativa ha portato nel 1987 la Corte di Assise di Salerno a condannare all'ergastolo Francesco Apicella sulla base di una testimonianza oculare. Il 18 aprile 1988, giorno della sentenza, basandosi sulla non credibilità dei pentiti interrogati in primo grado, la Corte d'Appello di Salerno presieduta da Mario Consolazio prosciolse Salvatore Di Maio e Carmine Di Girolamo per non aver commesso il fatto.
Il 18 maggio 1993 il padre della vittima, il giudice Alfonso Lamberti, fu arrestato sulla base delle dichiarazioni rilasciate dal collaboratore di giustizia Pasquale Galasso, nell'ambito delle quali Lamberti fu definito come "organico alla camorra".
Secondo le dichiarazioni di Galasso, Lamberti avrebbe favorito Carmine Alfieri e lo stesso Galasso, emettendo sentenze che annullavano "misure di prevenzione personale e patrimoniale" a loro carico. Nel luglio dello stesso anno, Alfonso Lamberti tentò il suicidio in carcere.
In seguito le accuse al giudice si rivelarono infondate e Lamberti fu scarcerato.
Nel 2006 lo scrittore Roberto Saviano indicò nel suo libro Gomorra in Raffaele Cutolo il mandante dell'omicidio di Simonetta Lamberti. Dal carcere di Novara, in cui era rinchiuso, il boss della NCO respinse le accuse, querelando Saviano per quanto riportato. Il tribunale di Trento ha respinto le richieste di Raffaele Cutolo contro Saviano archiviando la querela.
L'inchiesta sull'omicidio di Simonetta Lamberti è stata riaperta nella prima settimana di novembre 2011, sulla base delle rivelazioni del pregiudicato Antonio Pignataro, reo confesso.
Quest'ultimo avrebbe partecipato all'ideazione dell'attentato al giudice Lamberti, la cui esecuzione materiale sarebbe stata effettuata da altre quattro persone, su mandato di Salvatore Di Maio.
Secondo Pignataro l'auto utilizzata per l'agguato, una Fiat 127 bianca, sarebbe stata ceduta agli attentatori da Giovanni Gaudio, collaboratore di giustizia della camorra, ora indagato nell'ambito di questa nuova inchiesta.
Il 5 novembre del 2019 Pignataro fu scarcerato e sottoposto alla misura cautelare dell'obbligo di dimora; aveva ricevuto una condanna a 30 anni di reclusione.

## Memoria
L'acuta impressione generata dall'omicidio di Simonetta Lamberti fu subito simboleggiata da un monumento eretto in suo onore a Cava de' Tirreni, pochissimo tempo dopo i fatti. Il monumento, un cippo marmoreo spezzato, realizzato grazie ad una spontanea sottoscrizione della cittadinanza, fu in seguito rimosso a causa dei lavori per alcune opere pubbliche e solo dopo circa dieci anni fu possibile ripristinarlo. A tutt'oggi è visibile nel parco cittadino che costeggia via Marcello Garzia.
Il 29 maggio 1984 il Presidente della Repubblica Sandro Pertini, in visita a Cava de' Tirreni, ha scoperto una targa in ricordo della bambina nella biblioteca della scuola.
A Simonetta Lamberti è stato intitolato il 2 aprile 1983 lo stadio di Cava de' Tirreni e la biblioteca del "Museo del mare" di Napoli, Bagnoli. A lei è dedicata anche una piazza del comune di Cautano, paese in provincia di Benevento.
Il 21 novembre del 2018 è stato inaugurato un largo a lei dedicato nella città di Napoli dal sindaco De Magistris nei pressi di Piazza Giovanni Bovio. Al centro di “Largo Simonetta Lamberti”, è stato piantato anche un ulivo come simbolo di pace ed in concomitanza della Giornata Nazionale dell’Albero. 
Simonetta Lamberti è ricordata ogni anno il 21 marzo nella Giornata della Memoria e dell'Impegno di Libera, la rete di associazioni contro le mafie, che in questa data legge il lungo elenco dei nomi delle vittime di mafia e fenomeni mafiosi.